# شرکت نفت اتوک
شرکت نفت اتوک (انگلیسی: Attock Oil Company) شرکت نفت و گاز بریتانیایی است، که در سال ۱۹۱۳ توسط غیث فرعون تأسیس شد.